# Рейнольдс, Джин
Джин Ре́йнольдс (англ. Gene Reynolds; 4 апреля 1923, Кливленд, Огайо — 3 февраля 2020, Бербанк, Калифорния) — американский актёр, режиссёр, продюсер и сценарист. Шестикратный обладатель премии «Эмми». Президент Гильдии режиссёров Америки с 1993 по 1997 год.

## Биография
Юджин Рейнольдс Блюменталь (настоящее имя) родился 4 апреля 1923 года в Кливленде, штат Огайо, в семье Фрэнка Юджина Блюменталя и Мод Эвелин Блюменталь, потомков эльзасских евреев. Детство будущего кинематографиста прошло в Детройте. Впервые на экране Джин появился в короткометражке Washee Ironee в возрасте 11 лет, затем в 1957 году впервые попробовал себя как режиссёра, год спустя — как сценариста, с 1967 года также выступал как продюсер.
В знак своих режиссёрских заслуг в 1993 году был избран президентом Гильдии режиссёров Америки и прослужил на этом посту четыре года.
Джин Рейнольдс скончался 3 февраля 2020 года от сердечного приступа в городе Бербанк (Калифорния), не дожив двух месяцев до своего 97-го дня рождения.

### Личная жизнь
Джин Рейнольдс был женат дважды:
- Бонни Джонс, актриса, с 1967 по 1976 год, развод, детей нет.
- Энн Суини, с 1979 года до своей смерти, есть сын Эндрю.

## Избранные награды и номинации
С полным списком наград и номинаций Джина Рейнольдса можно ознакомиться на сайте IMDB
- Прайм-таймовая премия «Эмми» — 11 номинаций и 6 побед с 1970 по 1982 год.
- Премия Гильдии режиссёров Америки — 2 номинации и 4 победы с 1973 по 1993 год.
- Премия Гильдии сценаристов США — 2 номинации и 1 победа в 1977 и 1981 годах.

## Избранная фильмография
| С 1934 по 1967 год снялся в 75 фильмах и сериалах - 1934, 1935 — Пострелята / Our Gang — разные роли (в 2 эпизодах) - 1937 — Отважные капитаны / Captains Courageous — мальчик в типографии (в титрах не указан) - 1937 — Мадам Икс / Madame X — Реймонд Флюро в возрасте 12—14 лет (в титрах не указан) - 1937 — В Старом Чикаго / In Old Chicago — Дайон О’Лири в детстве - 1938 — О сердцах человеческих / Of Human Hearts — Джейсон Уилкинс в детстве - 1938 — Любовь находит Энди Харди / Love Finds Andy Hardy — Джимми Макмэхон - 1938 — Город мальчиков / Boys Town — Тони Понесса - 1939 — Им нужна музыка / They Shall Have Music — Фрэнки - 1940 — Синяя птица / The Blue Bird — прилежный мальчик - 1940 — Эдисон, человек / Edison, the Man — Джимми Прайс - 1940 — Смертельный шторм / The Mortal Storm — Руди Рот - 1940 — Дорога на Санта-Фе / Santa Fe Trail — Джейсон Браун - 1942 — Хиппи из Таити / The Tuttles of Tahiti — Ру Таттл - 1942 — Орлиная эскадрилья / Eagle Squadron — мальчик - 1949 — Большая кошка / The Big Cat — Уид Хоукс - 1949 — Ураган Слаттери / Slattery’s Hurricane — оператор контрольной башни (в титрах не указан) - 1953 — Ривер-стрит, 99 / 99 River Street — Чак - 1954 — Мосты Токо-Ри / The Bridges at Toko-Ri — офицер C.I.C. (в титрах не указан) - 1954 — Деревенская девушка / The Country Girl — Ларри - 1954 — На трёх тёмных улицах / Down Three Dark Streets — Винс Анджелино - 1956 — Диана / Diane — Монтечучулли | С 1957 по 1999 год стал режиссёром 8 фильмов и множества эпизодов 50 сериалов - 1960 — Проделки Бивера / Leave It to Beaver (3 эпизода) - 1961 — Шоу Энди Гриффита / The Andy Griffith Show (3 эпизода) - 1962—1964 — Три моих сына / My Three Sons (75 эпизодов) - 1964—1965 — Венди и я / Wendy and Me (25 эпизодов) - 1965—1967 — Герои Хогана / Hogan’s Heroes (34 эпизода) - 1966 — Отряд «Ф» / F Troop (4 эпизода) - 1968 — Призрак и миссис Мьюр / The Ghost & Mrs. Muir (4 эпизода) - 1969—1971 — Комната 222 / Room 222 (8 эпизодов) - 1972—1977 — МЭШ / M*A*S*H (24 эпизода) - 1977—1981 — Лу Грант / Lou Grant (11 эпизодов) - 1989—1990 — Жизнь продолжается / Life Goes On (4 эпизода) - 1993 — Лоис и Кларк: Новые приключения Супермена / Lois & Clark: The New Adventures of Superman (2 эпизода) - 1996—1997 — Земля обетованная / Promised Land (4 эпизода) С 1967 по 2002 год стал продюсером 8 фильмов и множества эпизодов 10 сериалов - 1969—1970 — Комната 222 / Room 222 (19 эпизодов) - 1972—1977 — МЭШ / M*A*S*H (120 эпизодов) - 1977—1980 — Лу Грант / Lou Grant (49 эпизодов) - 1991 — Блоссом / Blossom (13 эпизодов) С 1958 по 1987 год стал сценаристом множества эпизодов 6 сериалов - 1958—1961 — Истории Уэллс-Фарго / Tales of Wells Fargo (13 эпизодов) - 1971 — Комната 222 / Room 222 (2 эпизода) - 1974—1980 — МЭШ / M*A*S*H (12 эпизодов) - 1977—1982 — Лу Грант / Lou Grant (114 эпизодов) |